# Katholische Sankt Joseph Freinademetz Gemeinde deutscher Sprache in Peking

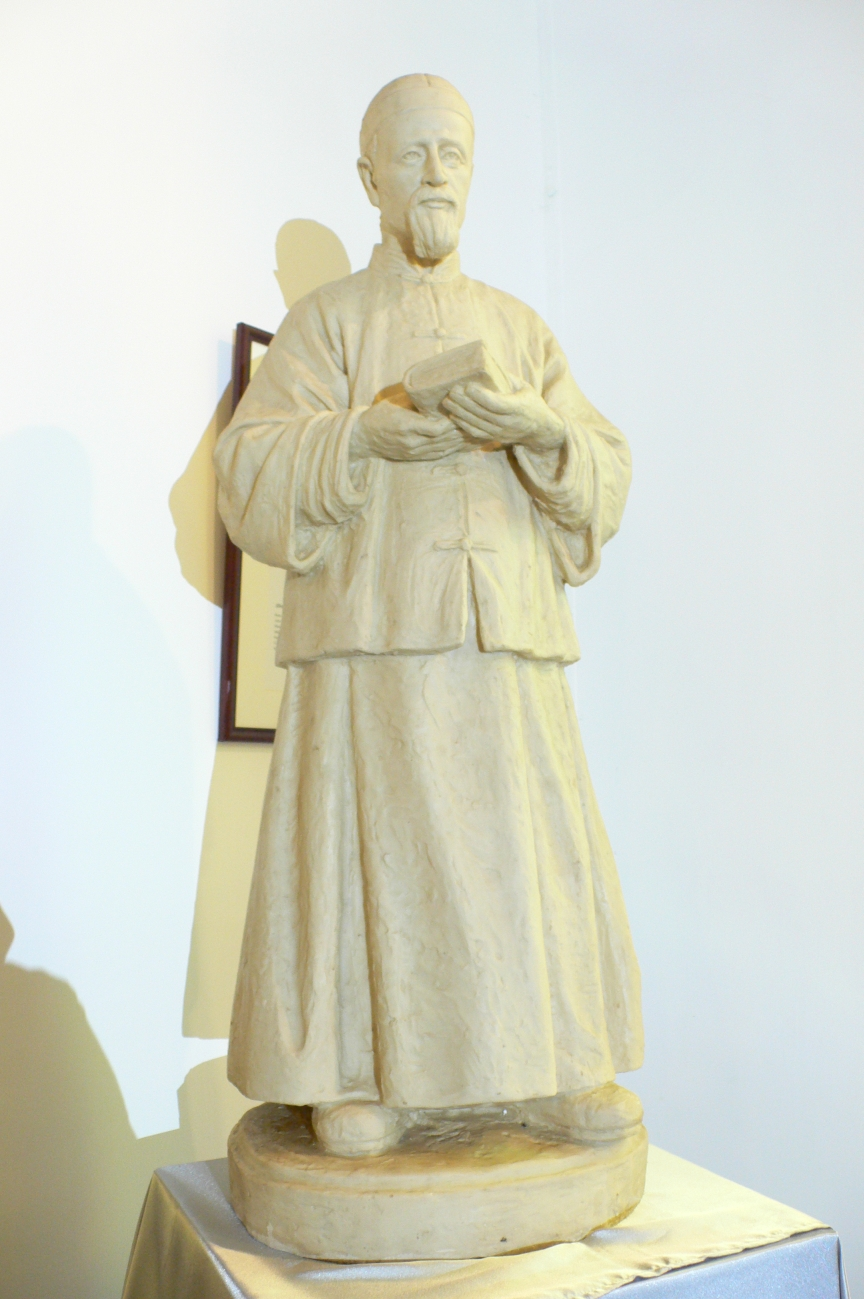
Statue von Joseph Freinademetz in der St Joseph’s Chapel of Yim Tin Tsai (Sai Kung), Hong Kong

Die Katholische Sankt Joseph Freinademetz Gemeinde deutscher Sprache in Peking ist eine römisch-katholische Kirchengemeinde in Peking.

## Geschichte der Gemeinde
Bereits in den 1980er Jahren gab es in Peking deutschsprachige katholische Messen, die mit dem Leiter für deutsche Studien an der Sophia-Universität in Tokio, Jesuitenpater Franz-Anton Neyer, gefeiert wurden, der dafür eigens nach Peking reiste. Ab 1987 stand im Raum Peking ein deutschsprachiger Priester für Heilige Messen zur Verfügung. Der deutsche Botschafter Hanspeter Hellbeck und seine Verwaltung nahmen die deutschsprachigen Katholiken sehr gastfreundlich in den Räumen der deutschen Botschaft auf, so dass sich das Gemeindeleben rasch entwickeln konnte. Eckpunkte des Gemeindelebens waren:
- 1988 erste verzeichnete Heilige Erstkommunion mit acht Kommunionkindern.
- 1988 Gründung eines Bibelkreises.
- 1990 konnte die Erstkommunion in der Pekinger St. Michaelskirche mit zehn Kommunionkindern gefeiert werden.
- 1992 erste verzeichnete Taufe und erste verzeichnete Spendung der Firmung.
- 1996 Der Essener Bischof Hubert Luthe besuchte Peking und spendete acht jungen Christen die Firmung.[1]

Ende der 1990er Jahre wurde die Pekinger Priesterstelle vakant und die Gemeinde wurde für ein bis zwei Jahre vom deutschsprachigen Pfarrer Birtel (und später Rotermann) aus Manila betreut. Auch in dieser schwierigeren Zeit wird die Erstkommunion gefeiert und es finden trotzdem Gottesdienste in Peking statt.
Im Jahr 2001 wurde ein Arbeitskreis Gemeinderat gegründet und die ökumenische Arbeit mit der evangelischen Gemeinde deutscher Sprache in Peking (EGDS) und Pastor Heinke verstärkt. Es wurde von beiden Gemeinden ein ökumenischer Bibelkreis, ein ökumenischer Singkreis und ein ökumenischer Taizegebetskreis gegründet, mehrere ökumenische Gottesdienste im Jahr gefeiert und jährlich ein ökumenischer Bibeltag organisiert.
Die Pfarrgemeinde ist seither auch auf den regelmäßig stattfindenden Seelsorgerkonferenzen der deutschen Auslandsseelsorger in Asien vertreten und richtete diese im Frühjahr 2010 selbst aus. Weitere Höhepunkte in der Gemeindegeschichte waren
- 2006 Besuch von Prälat Prassel, als die Gemeinde den aus Südtirol stammenden Chinamissionar Joseph Freinademetz als Schutzpatron erhält.
- 2008 die Pfarrgemeinde erhält mit Pfarrer Michael Bauer einen Seelsorger, der die deutschsprachigen Katholiken in Peking und Shanghai betreut. Die Katholiken in Shanghai sind in der deutschsprachigen christliche Gemeinde Shanghai (DCGS) organisiert.
- 2009 Besuch von Erzbischof Ludwig Schick aus Bamberg mit einer kleinen Delegation der deutschen Bischofskonferenz. Im Rahmen seines Besuches spendete der Erzbischof elf jungen Christen das Sakrament der Firmung.
- 2010 empfingen am 16. Mai zehn Kommunionkinder das Sakrament der Erstkommunion und am 13. Juni sieben junge Christen das Sakrament der Firmung von Pfarrer Bauer. Drei junge Menschen wurden im gleichen Jahr getauft.

## Gemeindeleben

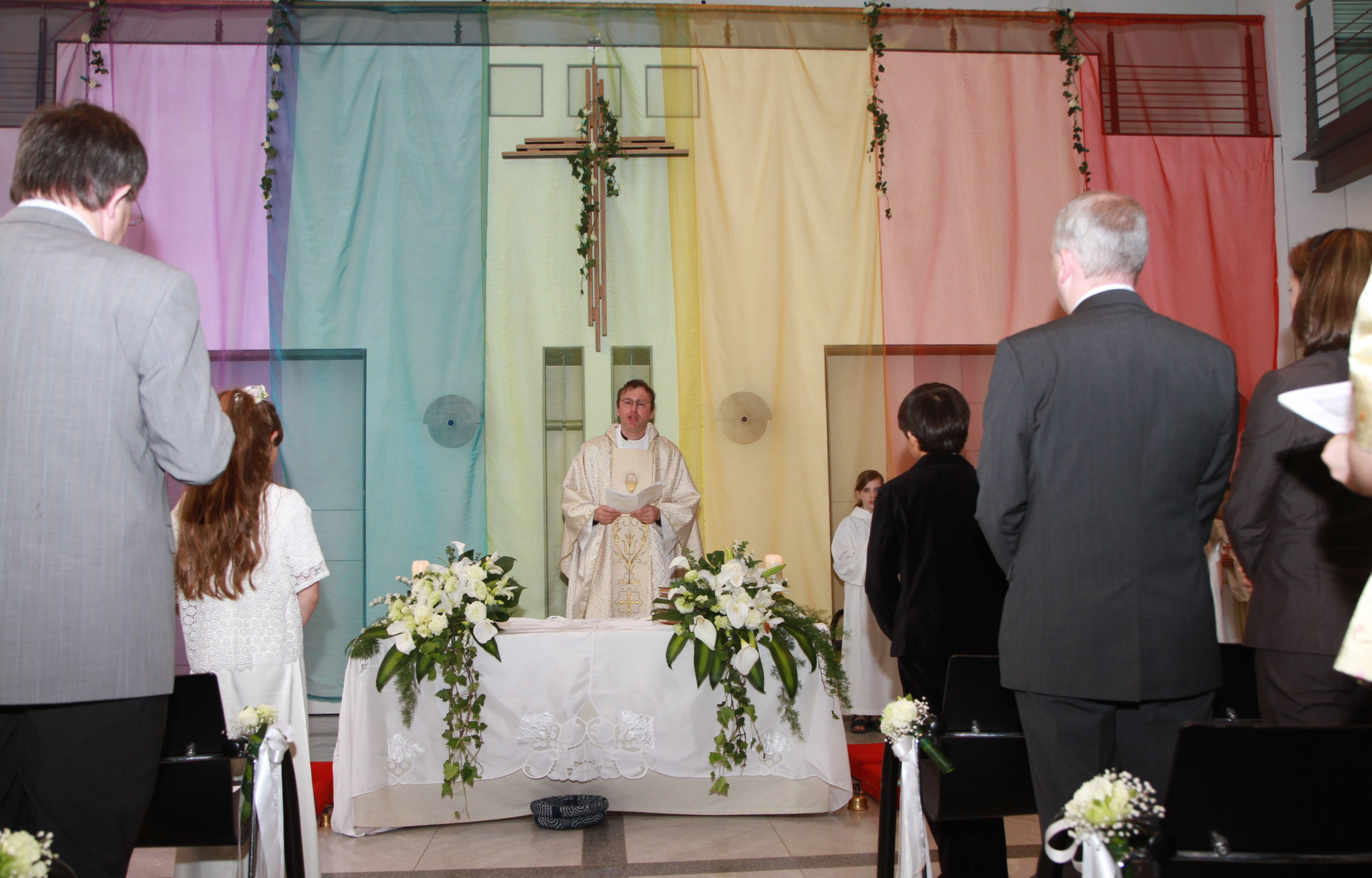
Erstkommunion in der deutschen Botschaft in Peking 2009

Die St. Joseph Freinademetz Gemeinde wurde mit dem Ziel gegründet, der deutschsprachigen Bevölkerung der Hauptstadt des Reichs der Mitte eine religiöse Heimat zu sein und in Peking ein Stück deutsche Kultur zu verwurzeln. Sie ist Anlaufstelle für Besucher der Stadt und Ausländer, die in Peking oder Umgebung leben und arbeiten.
Das Zentrum des Gemeindelebens bilden die 14-täglich samstags stattfindenden Heiligen Messen im Europasaal der deutschen Botschaft. Weiter können in Peking auch die anderen Sakramente der katholischen Kirche in deutscher Sprache empfangen werden. Jedes Jahr im Herbst werden Gruppen für die Erstkommunion- und Firmvorbereitung eingerichtet. Taufen, Hochzeiten und Krankensalbungen werden individuell nach Rücksprache mit dem Pfarrer Michael Bauer gespendet bzw. durchgeführt. Weiter beteiligt sich die Gemeinde am deutschen Kulturleben in Chinas Hauptstadt (zum Beispiel mit einem Laternenumzug am Martinstag, einem ökumenischen Bibeltag, Beteiligung am Weihnachtsbazar der deutschen Botschaft, mehreren ökumenischen Gottesdiensten im Jahr, Gemeindeausflügen/-freizeiten, Einkehrtagen, Eventtagen/-abende für Jugendliche und verschiedenen Gruppen wie ökumenischer Bibelkreis, ökumenisches Taizegebetskreis, Ministranten …).
Der Schutzpatron Joseph Freinademetz kam im 19. Jahrhundert als Missionar nach China und legte vor allem in der Provinz Shandong Zeugnis für Jesus Christus ab. Die Gemeinde sieht diese Tradition und sein friedvolles Vorbild als Verpflichtung in Harmonie und Miteinander mit den anderen christlichen Gemeinschaften Chinas und Pekings zusammen zu leben und die Ökumenische Bewegung aktiv weiterzuentwickeln. Es bestehen Kontakte mit der evangelischen Gemeinde deutscher Sprache in Peking (EGDS), zum Ortsbischof von Peking, zu verschiedenen anderen Auslandsgemeinden in Peking und zu den anderen deutschsprachigen christlichen Gemeinden Chinas.

## Schutzpatron der Gemeinde
Der Heilige Josef Freinademetz wurde am 15. April 1852 in Oies in den italienischen Dolomiten als viertes Kind einer Bauernfamilie geboren. Er verbrachte seine Kindheit in ärmlichen Verhältnissen im Hochgebirge der Dolomiten, bevor er in Brixen studierte und 1878 in die Steyler Missionsgesellschaft eintrat. Zusammen mit Johann Baptist Anzer ging er als Missionar nach China und erreichte 1881 die Provinz Shandong. Er gründete mehrere Missionshäuser und Gemeinden im Süden der Provinz, bis er am 28. Januar 1908 in Taijia verstarb.
Joseph Freinademetz kehrte nach seiner Aussendung nach China im Jahr 1879 nie wieder nach Europa zurück, obwohl er 1900 zum Jubiläum der Steyler Missionare nach Steyl eingeladen wurde. Er hielt jedoch bis zu seinem Lebensende den Kontakt zu seiner Familie aufrecht und stellte so ein Bindeglied zwischen der europäischen und der chinesischen Gesellschaft dar.
Heute befinden sich sowohl in Shandong (zum Beispiel an seinem Grab) wie auch in Europa (zum Beispiel an seinem Geburtshaus in Abtei (Südtirol)) Pilgerstätten, die jedes Jahr viele Christen anziehen. Aus diesem Grund erfüllte Joseph Freinademetz schon bald die Voraussetzung der landläufigen Verehrung und wurde 1975 durch Papst Paul VI. seliggesprochen und 2003 durch Papst Johannes Paul II. heiliggesprochen.